# Krvavec menší

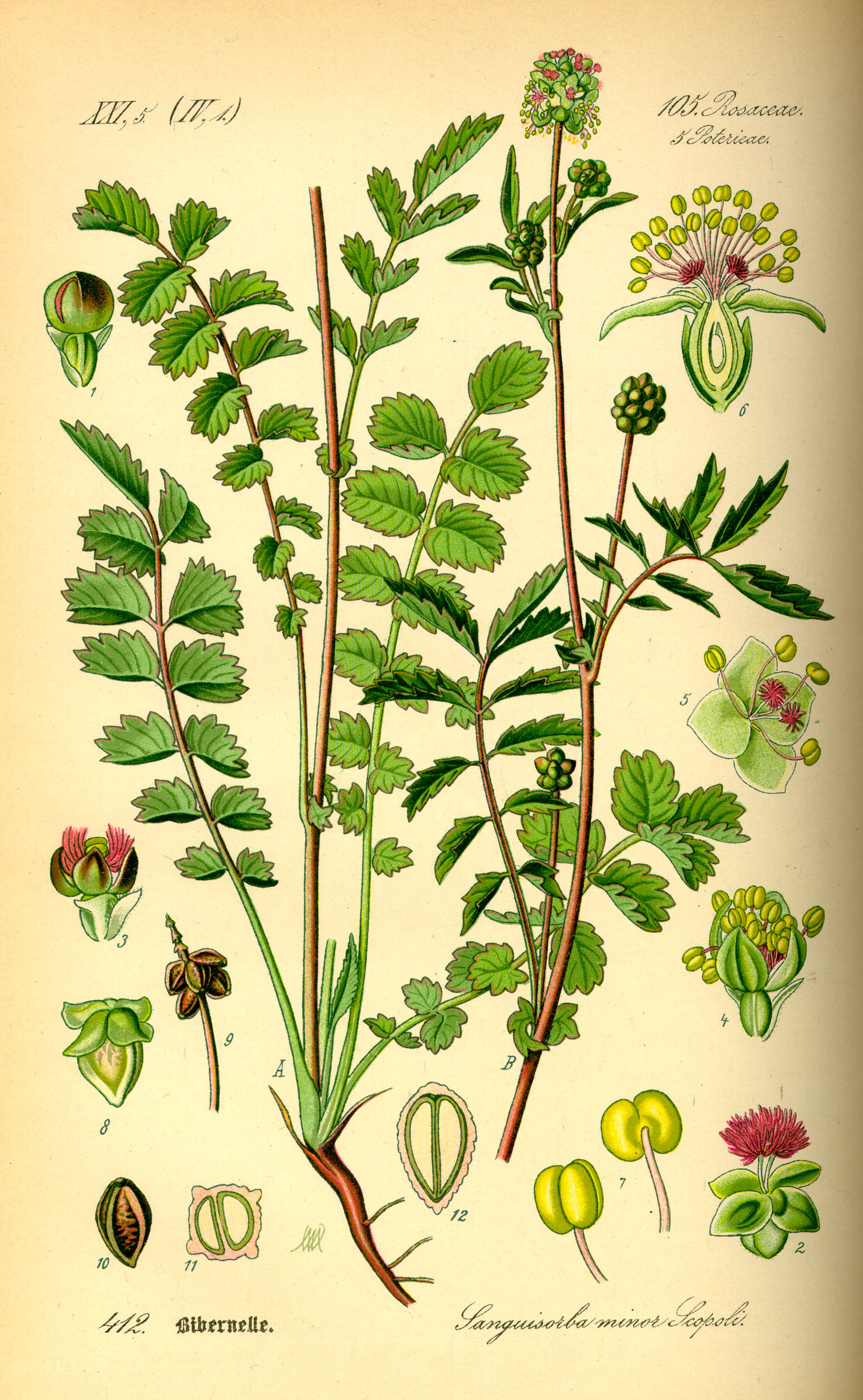
Nákres krvavce menšího

Krvavec menší (Sanguisorba minor) je vytrvalá, nevysoká, nenáročná bylina, obvykle rostoucí na suchých místech. Je jedním ze tří druhů rodu krvavec vyskytujících se v české přírodě.
Tyto rostliny jsou původní na území rozkládající se od západu Evropy přes oblast Kavkazu až do podhůří Hindúkuše a Ťan-šanu. Druhotně byly rozšířeny do Severní a Jižní Ameriky, Austrálie a také na Nový Zéland. V České republice jsou poměrně hojné, rostou od nížin až do podhorských oblastí.

## Ekologie
Rostlina dobře překonává delší suchá období, tato vlastnost je připisována tlustému oddenku sloužícímu jako úložiště vody. Nejlépe roste na půdě mírně zásadité, snáší i slabé zasolení. Roste na plném slunci, toleruje však i přechodný polostín. Velmi často se vyskytuje na narušených místech, neboť hustý a zapojený porost znemožňuje vyklíčení semen. Roste na suchých travnatých i kamenitých svazích, v lesních lemech, lomech, na úhorech, suchých loukách, okolo cest i na opuštěných skládkách.
Ze semen nebo oddenků se objevují prvé listy brzy na jaře a vytvářejí nejdříve listovou růžici, teprve později vyrůstá lodyha s květenstvím. Kvete od května do července. Typická životnost rostliny je 7 až 12, ojediněle až 20 let.

## Popis
Vytrvalá rostlina se vzpřímenou nebo krátce vystoupavou, rozvětvenou lodyhou vysokou 20 až 40 cm. Rýhovaná a ve spodní části chlupatá lodyha vyráží z až 40 cm dlouhého, tlustého a obvykle vícehlavého kořene. V řídkých přízemních růžicích rostou řapíkaté listy 5 až 20 cm dlouhé, lichozpeřené a obvykle 4 až 10jařmé. Jejich protistojné lístky jsou okrouhlé až kopinaté, přisedlé neb krátce řapíčkaté, po obvodě mají po každé straně čtyři až deset zoubků a na vrcholu jsou okrouhlé až tupě hrotité. Bývají oboustranně lysé, na lícní straně tmavě zelené až žlutě zelené a na rubové straně světlejší. Lodyžní listy jsou tvarem i barvou podobné přízemním, jsou však menší.
Přisedlé květy, v průměrném počtu 20, jsou sestavny do krátkého válcovitého klasu až kulovité hlávky 1,5 cm dlouhé a 1 cm široké. Květenství s vejčitými až obvejčitými chlupatými listeny a listenci vyrůstají na koncích větví. V horní části květenství jsou květy samičí, ve střední oboupohlavné a ve spodní květy samčí. Květy nemají korunní lístky, mají pouze čtyři vejčité kališní lístky asi 3 mm dlouhé; jsou zelené, po okrajích mají široký světlý lem a postupně se zbarvují hnědočerveně. Oboupohlavné květy mají nejčastěji čtyři tyčinky, samčí deset až třicet, jejich nazelenalé nitky jsou delší než kalich a mají žluté prašníky. Pestíky bývají dva až tři, karmínově fialové blizny jsou štětičkovité. Číška květu je asi 4 mm dlouhá a 2 mm široká. V horní části květenství vyčnívají z květů načervenalé štětičkovité blizny, ve spodní části žluté prašníky a ve střední části blizny i prašníky.
Válcovité plodenství se skládá z nepukavých, šedohnědých nažek, které ve zralosti zůstávají po určitou dobu v suché číšce. Nažky jsou asi 4 mm dlouhé, troj až čtyřboké a na hranách mají úzká křidélka, obsahují vejčitá semena s jemně bradavičnatým osemením.

## Rozmnožování
Krvavec menší se rozmnožuje hlavně semeny, rostliny v přírodě ale někdy bývají ještě před vysemeněním spaseny zvěří. Semena jsou nejčastěji rozptylována větrem nebo odplavována vodou, v půdě si podržují klíčivost po mnoho let. Nejsnáze klíčí na místech bez zapojeného travnatého porostu.

## Taxonomie
Rostliny tohoto druhu jsou velmi variabilní, odlišují se hlavně výškou vzrůstu, velikost květenství, číšek i uspořádáním listů. Je popsáno několik poddruhů, na některé z nich nejsou ujednocené názory o oprávněnosti. V přírodě České republiky se vyskytují poddruhy dva:
- krvavec menší pravý (Sanguisorba minor Scop. subsp. minor)
- krvavec menší měkkoostenný (Sanguisorba minor Scop. subsp. balearica) (Bourg. ex Nyman) Muńoz Garm. et C. Navarro

Z nich krvavec menší pravý je původní rostlinou a vyskytuje se téměř na celém území republiky. Kdežto krvavec menší měkkoostenný je zdomácnělým neofytem, který je na některá místa občasně zavlékán, roste roztroušeně až vzácně na náspech okolo železničních tratí či silnic a také na rumištích.
Nejjednodušším rozpoznávacím znamením mezi oběma poddruhy je připevnění lístků k listovému vřetenu, krvavec menší pravý má lístky přisedlé nebo mají řapíčky téměř neznatelné, naopak krvavec menší měkkoostenný má lístky zřetelně řapíčkaté.

## Význam
Krvavec menší je jedinou živnou rostlinou housenek motýla soumračníka skořicového a jednou z možných u housenek motýla soumračníka jahodníkového.
Tato rostlina se používala jako léčivka stavící krvácení, odtud rodové jméno „krvavec“. Mladé listy se přidávaly jako zelenina do polévek (voní po okurkách) a kořen sloužil pro svou hořkost jako přísada do bylinkových vín a žaludečních likérů. Na loukách bývá krvavec menší vyséván jako dobrá pícní rostlina pro pastvu ovcí.

## Galerie

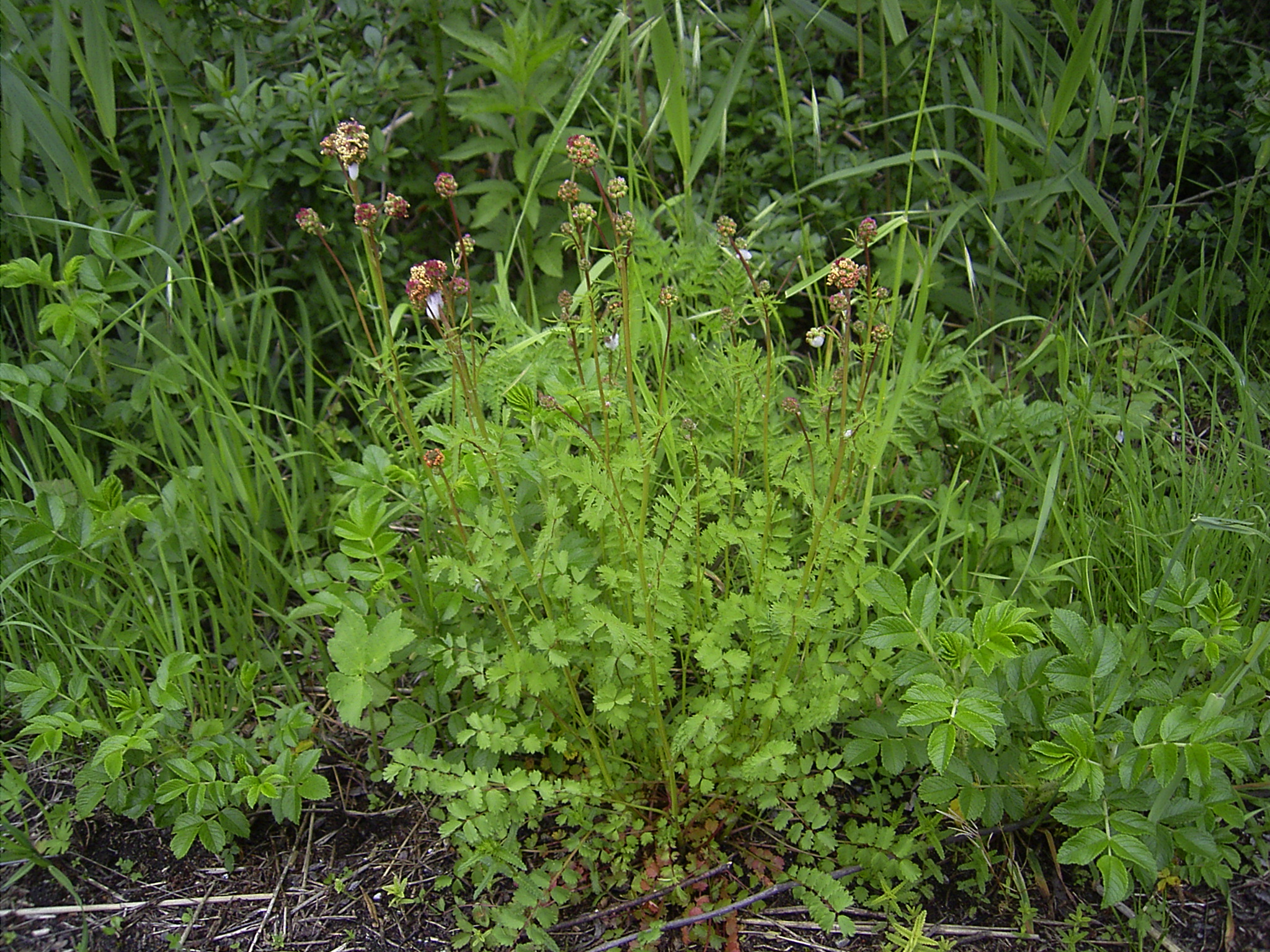
Typický porost
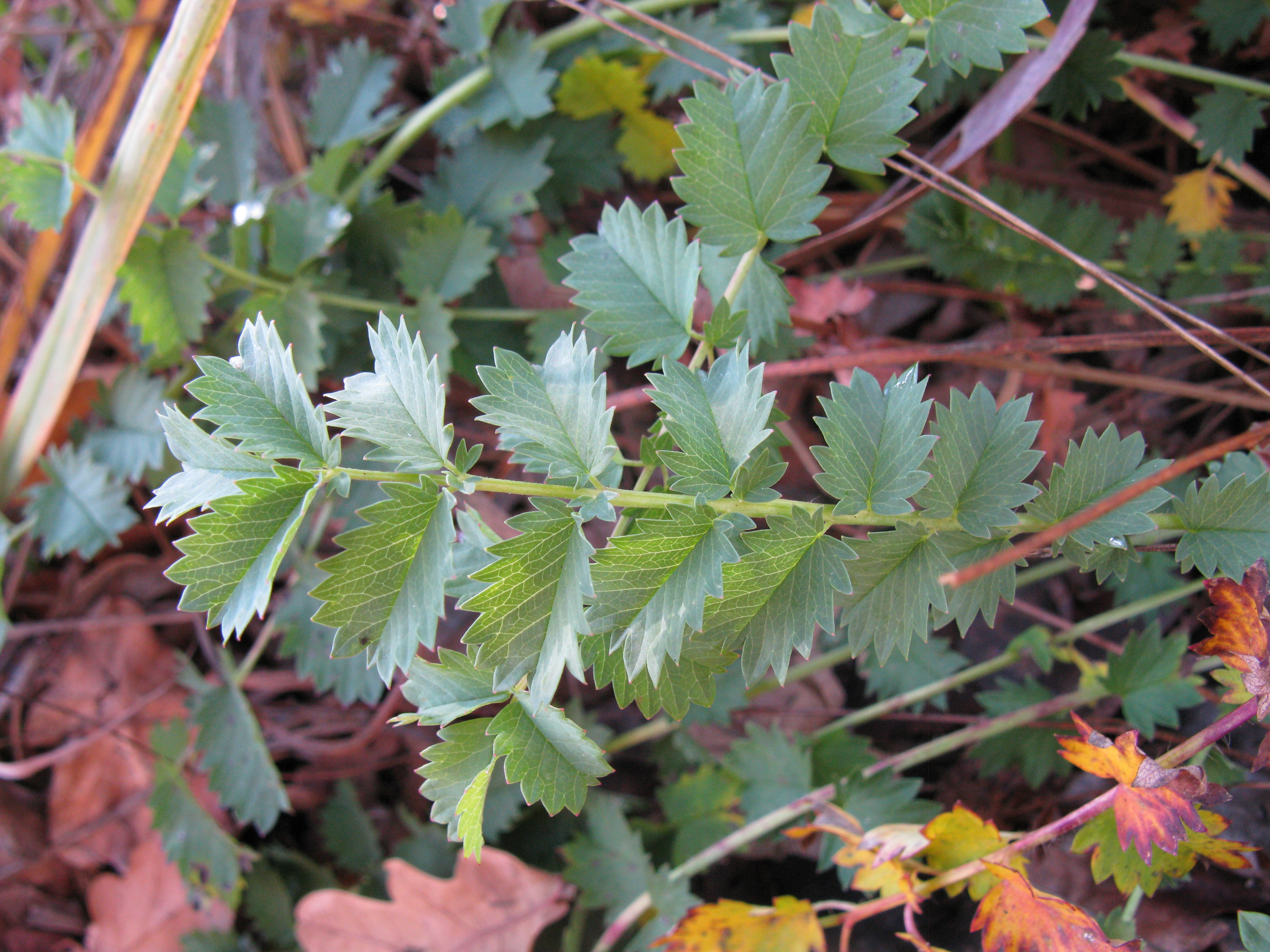
List
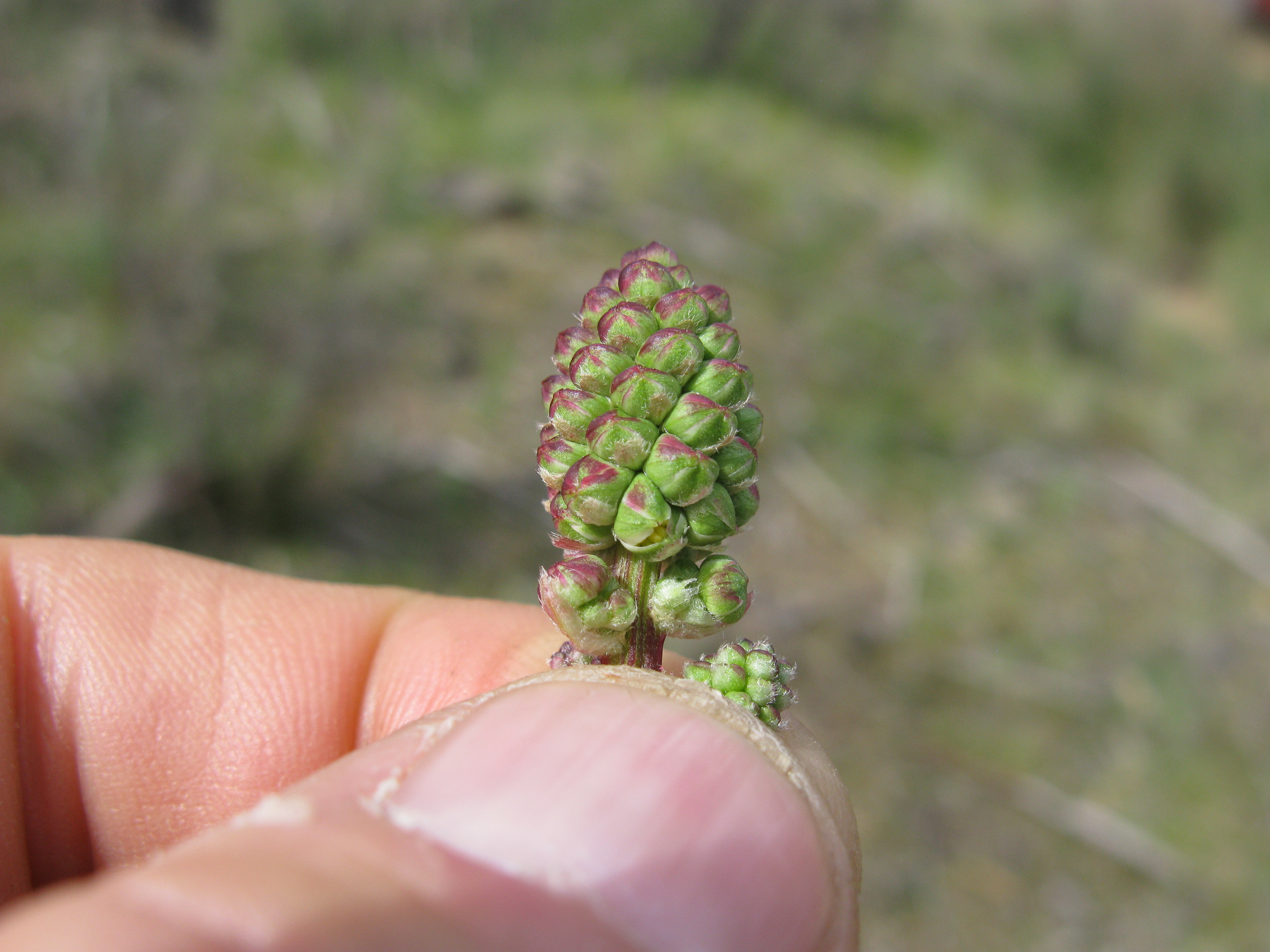
Nerozvité květenství
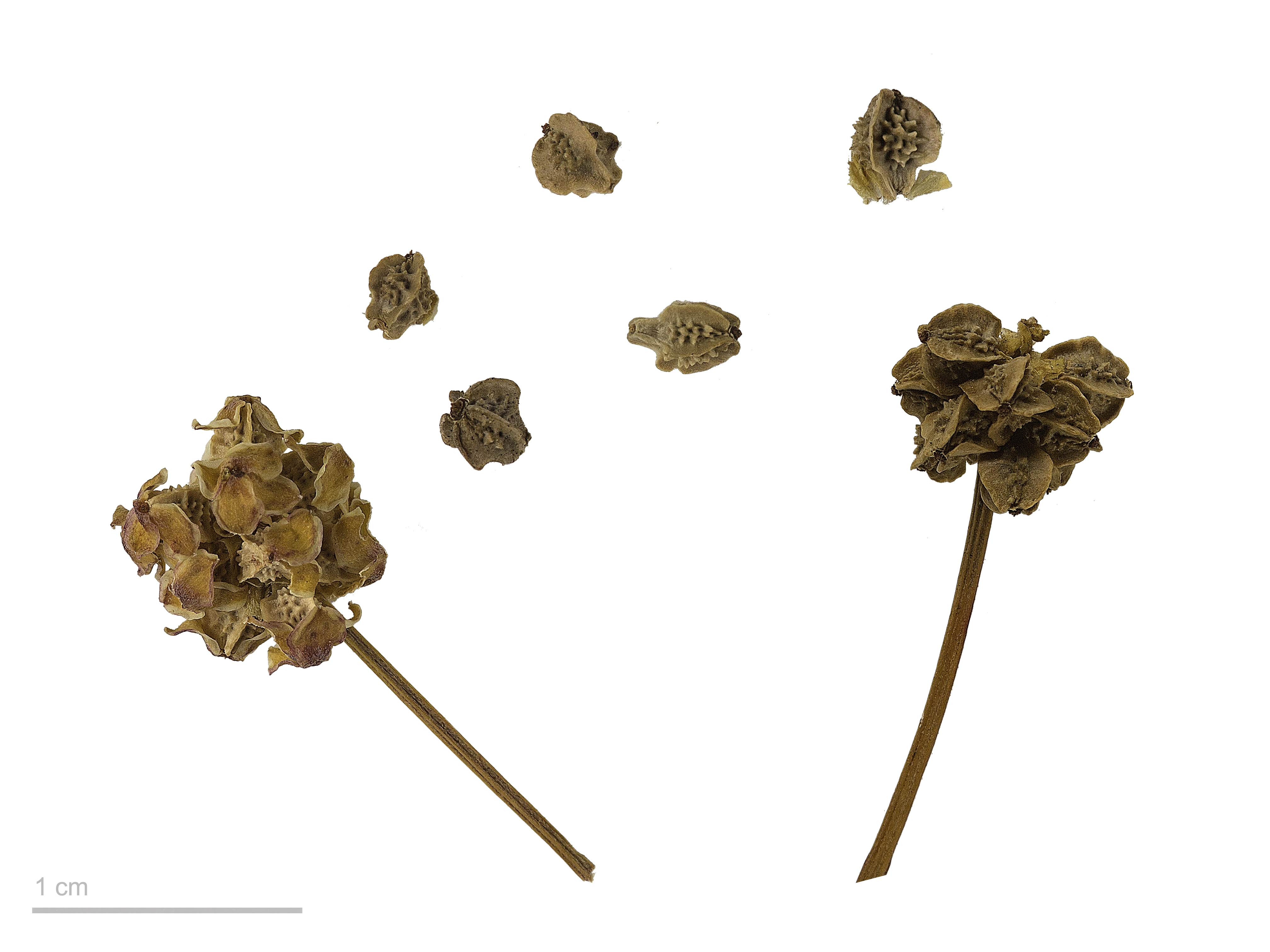
Zralá plodenství